# Basilica (bướm đêm)
Basilica là một chi bướm đêm thuộc họ Noctuidae.

## Các loài
- Basilica chrysosticta Hampson, 1896